# Berło Stanisława Augusta Poniatowskiego

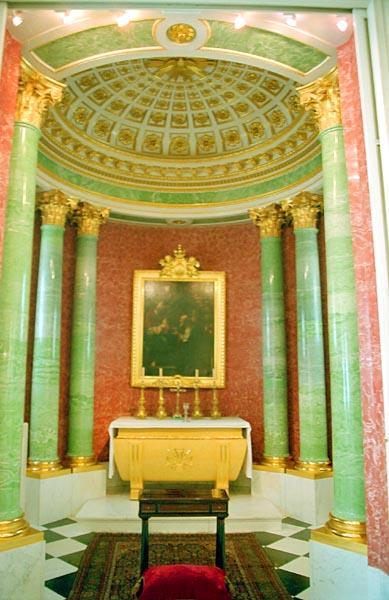
Kaplica Mała Zamku Królewskiego w Warszawie, gdzie przechowywane jest berło królewskie Stanisława Augusta Poniatowskiego

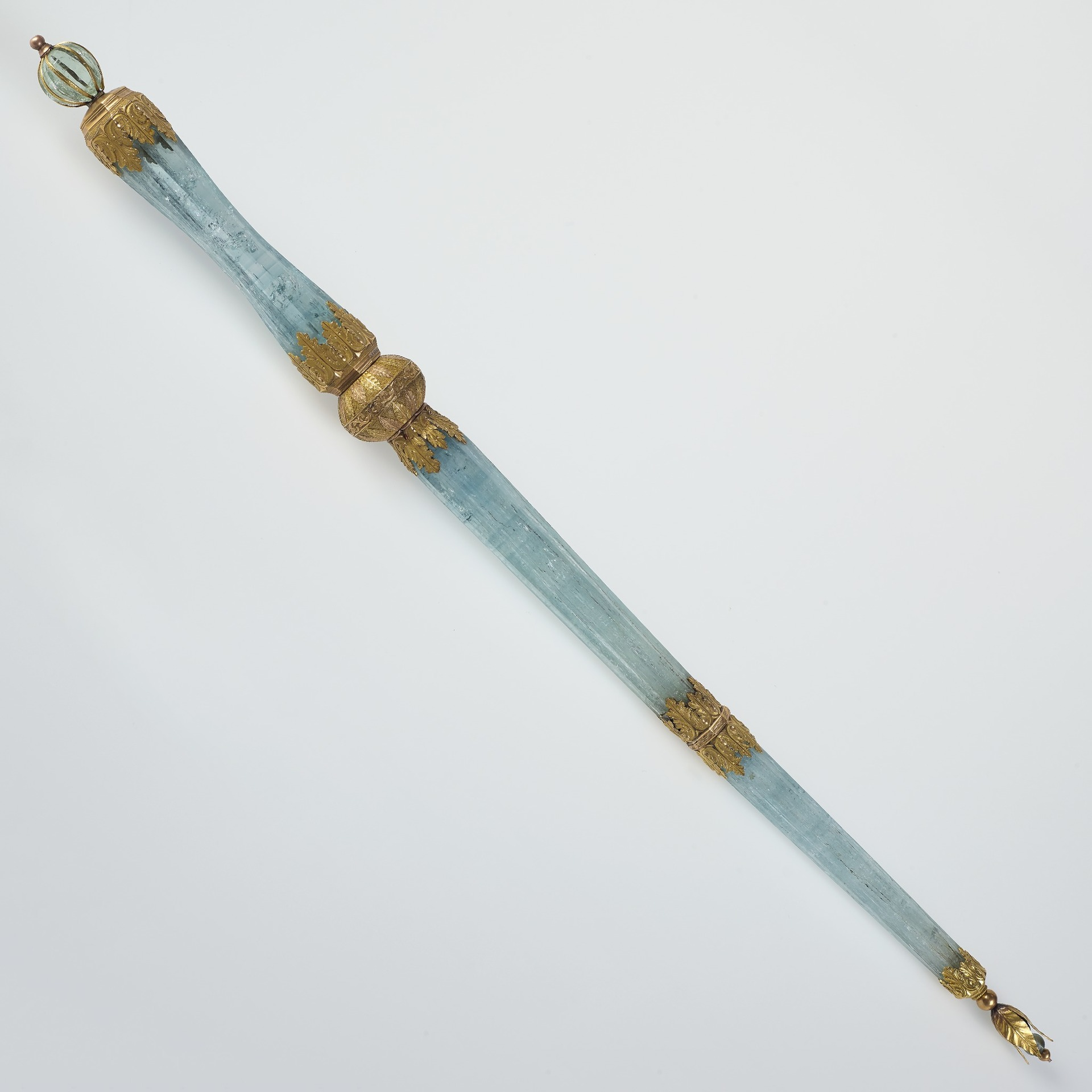
Berło królewskie Stanisława Augusta Poniatowskiego

Berło Stanisława Augusta Poniatowskiego – prywatne berło królewskie Stanisława Augusta Poniatowskiego przechowywane na Zamku Królewskim w Warszawie
Berło zostało wykonane w drugiej połowie XVIII wieku. Składa się z trzech ośmiobocznie szlifowanych lasek akwamarynu, spiętych złotymi oprawami w formie liści akantu. Zwieńczone jest złotym kielichem kwiatowym, a u dołu gałką z akwamarynu, oplecioną sześcioma złotymi kabłąkami.

## Historia berła
Do 1798 roku berło było własnością króla Stanisława Augusta Poniatowskiego. Po jego śmierci car Paweł I Romanow umieścił je w zbiorach Kremla w Moskwie. Po wojnie polsko-bolszewickiej na mocy traktatu ryskiego z 1921 roku berło powróciło do Polski i znalazło się w zbiorach Zamku Królewskiego w Warszawie. W 1939 roku w przededniu wybuchu II wojny światowej zostało zdeponowane w skarbcu Banku Gospodarstwa Krajowego w Warszawie. We wrześniu 1939 roku zostało z niego jednak zabrane i wywiezione do Francji. Początkowo przechowywane w ambasadzie polskiej w Paryżu, później trafiło do Biblioteki Polskiej. W 1940 roku berło królewskie zostało dołączone do kolekcji wawelskiej, która znajdowała się w Aubusson. Stamtąd na wiosnę 1940 roku wraz z innymi skarbami narodowymi zostało wywiezione najpierw do Wielkiej Brytanii, a później do Kanady i ukryte w magazynach rządu kanadyjskiego pod Ottawą. W 1944 roku znalazło się w depozycie filii Bank of Montreal w Ottawie, gdzie znajdowało się do 1959 roku. Później powróciło do Polski i było przechowywane w Muzeum Narodowym w Warszawie. Po odbudowie Zamku Królewskiego w Warszawie stało się ponownie eksponatem tej instytucji.
Berło Stanisława Augusta Poniatowskiego jest przechowywane w Kaplicy Małej Zamku Królewskiego w Warszawie w szklanej gablocie wraz z Klejnotem Rzeczypospolitej

## Literatura
- Michał Rożek. Polskie koronacje i korony. Kraków 1987. ISBN 83-03-01914-7.
- Gordon Swoger. Konwój skarbów. Losy polskich skarbów narodowych 1939–1961. Warszawa 2005. ISBN 83-89344-16-5.